# 潘复生 (政治人物)
潘复生（1908年—1980年），原名刘开浚，字巨川，男，山东文登人，中华人民共和国政治人物，曾先后担任平原省委书记、河南省委书记、黑龙江省委书记。

## 生平

### 早年
潘复生，本名刘开浚，字巨川，於1908年12月出生在中国山東文登侯家镇二马村的一個貧困農民家庭裏。潘复生在文登縣立高級小學接受教育，並以全校第一的優異成績，升讀文登縣師範講習所，不過他後來卻因爲貧困而被迫輟學。他隨後在農村的初級小學任教5年。
1929年，潘复生獲得山東省立第一鄉村師範學校錄取，他在就學的時候受到共產主義同學的影響，並於1931年加入中國共產黨（中共）。當年九一八事變後，日本侵佔滿洲，潘复生旋組織山東學生參與在中國首都南京舉行的反日、反國民黨遊行示威。1932年3月，潘复生遭到國民黨當局的逮捕，並關押在濟南第一監獄；他旋以「危害民國」罪被處以10年徒刑，不過他於1937年末、中國抗日戰爭爆發後獲保釋出獄。
潘复生出獄後陸續捲入對抗日本以及國民黨的戰爭；他組織並領導山東的中共遊擊隊，1938年，任中共文登中心县委书记。1939年，任中共山东分局巡视团主任、秘书长等。後來獲任中共蘇魯豫（河北－山東－河南）冀魯豫區委書記。
1940年8月，调任中共苏鲁豫区党委书记，10月任湖西地委书记兼军分区政委。1941年，组织当地民兵进行抗日。1945年11月，调任中共冀鲁豫区党委副书记兼军区副政委。1948年3月，任区党委书记兼军区政委。

### 中華人民共和國时期
中華人民共和國正式成立之前，潘复生在1949年8月被委任爲中共平原省委書記兼军区政委。1950年3月，有些農民和牲畜在濮陽專區運送公糧的時候被凍死，潘复生需承擔濮阳运粮事件的部分責任，降職爲副書記。1952年11月，平原省裁撤，其下轄地區大部分被劃入河南省，任中共河南省委第一書記兼河南省軍區政治委員。1956年9月，潘复生獲選爲第八届中央候補委員。大躍進期間，因反對河南省長吳芝圃的浮夸风遭批判。1958年6月，中共河南省委举行第九次全体会议（扩大）“揭发批判右倾机会主义份子潘复生等反党反社会主义言行”，原省委第一书记潘复生，省委书记处书记杨珏，省委候补委员、省委副秘书长王庭栋等被打成反党反社会主义的右倾机会主义份子。
1962年，中共中央和中南局彻底平反潘复生。1966年1月，调任中共黑龙江省委第一书记兼省军区第一政委、黑龙江省建设兵团第一政委，并任东北局书记处书记。1967年3月任黑龙江省革命委员会主任。1967年5月，兼任沈阳军区政委。文化大革命期间，当选中共中央军委委员，1971年9月后，潘复生被免职审查。在黑龙江省委组织部招待所接受“监护审查”直至去世。
1980年4月，潘复生在哈爾濱因中風與世長辭，終年71歲。
1982年4月，中共中央对潘复生的政治问题做出结论，同意黑龙江省委对潘复生的审查结论；历史问题已经查清，没有问题；文化大革命中犯的错误不作组织处理。